# خطمي ناعم الأوراق
الخطمي الناعم الأوراق نوع نباتي شجيري يتبع جنس الخطمي.

## الوصف النباتي
موطنه الوحيد جزيرة سقطرى اليمنية. النبات معرض للانقراض.